# 阿达拉
《阿达拉》（Atala, ou Les Amours de deux sauvages dans le désert）是法国作家弗朗索瓦-勒内·德·夏多布里昂的一部早期中篇小说，出版于1801年4月2日。 故事从73岁的英雄沙克达斯的角度讲述，他的故事保存在塞米诺尔人 的口头传统中。这部作品受他在北美旅行的启发， 反映了18世纪的法国浪漫主义和异国情调，第一年出版了五版。它经常被改编登上舞台，并被翻译成多种语言。
《阿达拉》与《勒内》一开始都是作者在1793年至1799年间创作的一部长篇散文史诗《纳切兹》中的一段散文片段，后者直到1826年才公开发表。1802年，《阿达拉》与《勒内》都作为《基督教真谛》的一部分出版。

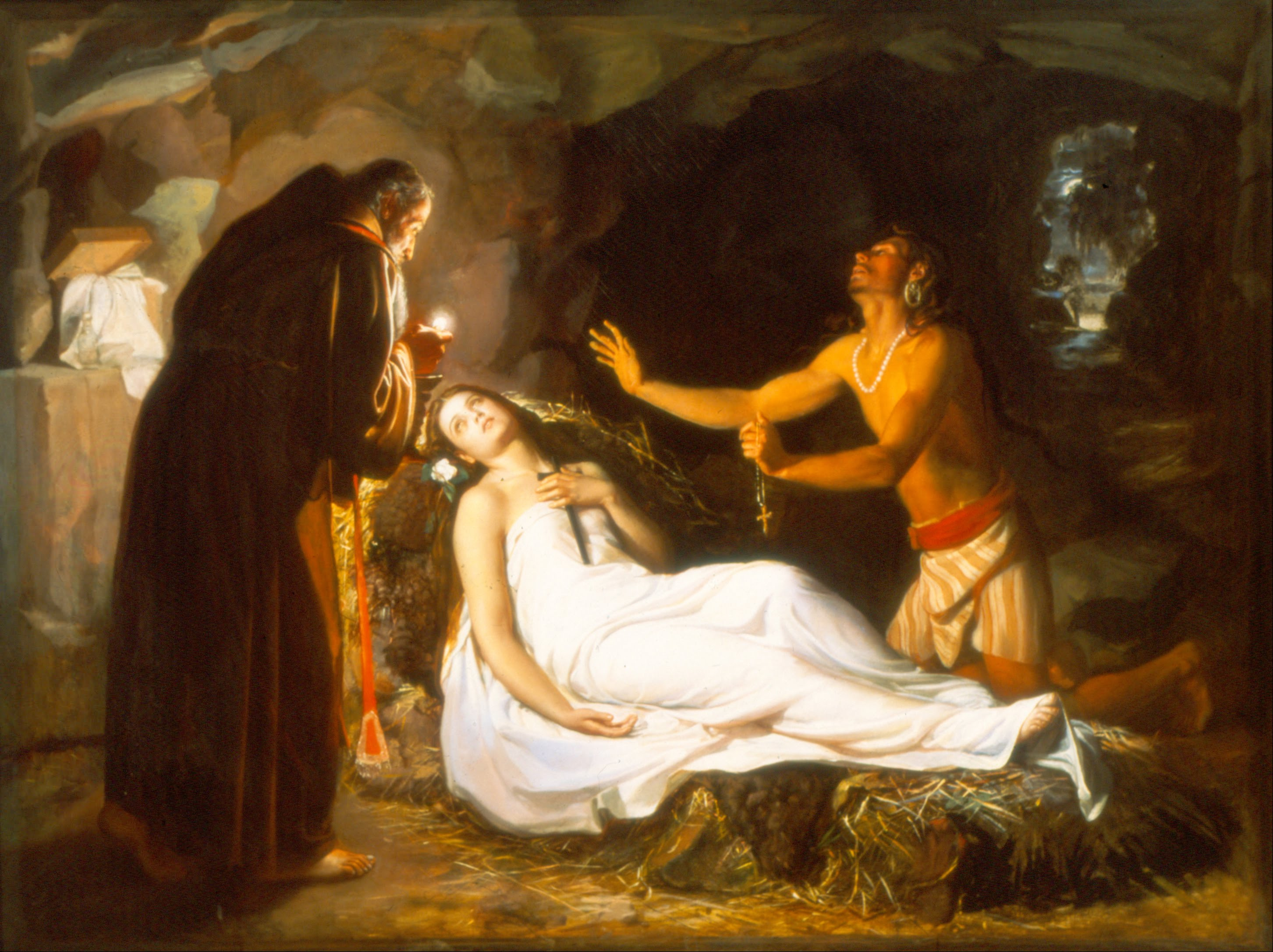
Últimos momentos de Atala by Luis Monroy, 1871

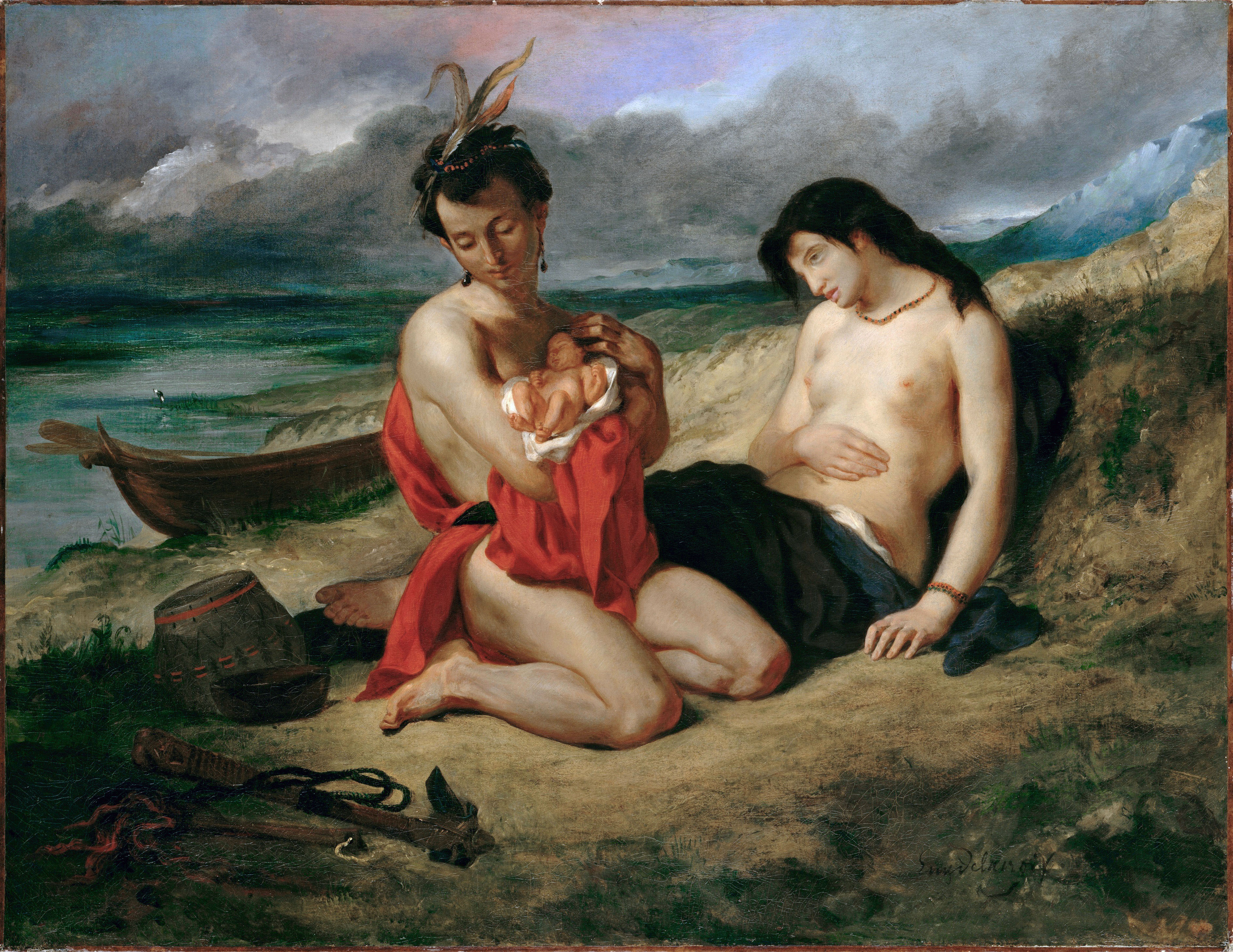
Les Natchez by Eugène Delacroix, 1835

## 章节
1. 猎人
2. 农夫
3. 悲剧
4. 葬礼